# Bridge Studios

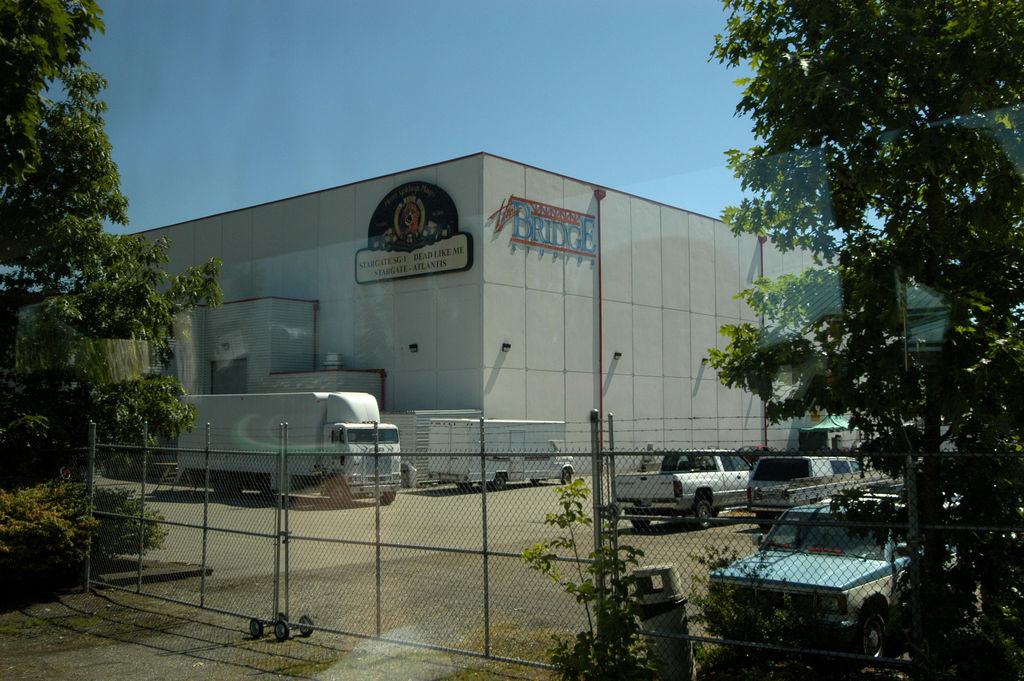
Bridge Studios

Bridge Studios je kanadské filmové studio ve městě Burnaby v provincii Britská Kolumbie. Má největší halu pro speciální efekty v Severní Americe. V prostorách Bridge Studios se nachází celkově osm hal, s plochami od 12 000 m² do 1400 m². Celková plocha studia je větší než 60 000 m².
Jméno Bridge Studios je odvozeno od názvu Dominion Bridge Company, firmy zabývající se stavbami mostů, která v rozmezí 30. až 70. let minulého století sídlila na místě dnešního filmového studia.
Pozemek, na kterém stojí studio se pro účely filmování poprvé použil po dokončení mostu Dominion Bridge. V roce 1987 financovala vláda provincie úpravu pozemku pro jeho trvalé využití jako filmové studio.

## Filmy a seriály natočené v Bridge Studios
Údaje v závorce jsou roky natáčení, ne premiéry.
- Thir13en Ghosts (2000)
- 3000 Miles to Graceland (1999)
- 40 Days and 40 Nights (2000)
- Alive: The Miracle of the Andes (1991)
- Another Stakeout (1992)
- Špatná společnost (1993)
- Big Bully (1994)
- Bird on a Wire (1989)
- Černé Vánoce (2006)
- Blade: Trinity (2003)
- Boy Meets Girl (1992)
- Breaking News (2000-2001)
- Rukojmí nebo komplic? (1995)
- Carrie (2002)
- Christmas Comes to Willow Creek (1988)
- Clan of the Cave Bear (1984)
- Cousins (1989)
- Creature (1996)
- Dead Like Me (2003)
- Death of the Incredible Hulk (1989)
- Deep Rising (1997)
- Devour (2004)
- Disappearance of Vonnie (1993)
- Double Happiness (1992)
- Dudley Do-Right (1997)
- Dungeon Siege (2005)
- Ecks vs Sever (2002)
- First Blood (1982)
- Fly! (1989)
- Glory Days (TV seriál) (2002)
- Hidden Target (2001)
- Highlander: The Series (1992)
- Highstakes (1985)
- Iceman (1982)
- Hollow Man 2 (2005)
- It (1991)
- Jeremiah (2001-2003)
- JJ Starbuck (1988)
- John Tucker Must Die (2005)
- Jumanji (1994)
- Kevin of the North (2000)
- Killer Instinct (2005)
- Kyle/Just a Phase (2005)
- Leaving Normal (1991)
- Legends of the Fall (1993)
- Kdopak to mluví (1992)
- MacGyver (1987-1991)
- Man of the House (1994)
- Martian Child (2005)
- Hokejový zázrak (2004)
- Miracle on I-880 (1992)
- Miracle on Ice (2003)
- Mission to Mars (1998)
- Motherload (1981)
- Mustard Pancakes (2004)
- My Brother's Keeper (2001)
- Narrow Margin (1990)
- Krajní meze (1993-2001)
- Passing Through Veils (1991)
- PC and The Web (1999)
- Poltergeist (1994-1998)
- Reign of Fire (2001)
- Roxanne (1986)
- Runaway (1984)
- Saints (1988)
- Santa Clause 2 (2002)
- Scary Movie 3 (2003)
- Shoot to Kill (1988)
- Snow Dogs (2001)
- Snow Falling on Cedars (1996)
- Space Hunter (1983)
- Stakeout (1987)
- Stargate Atlantis (2004-2009)
- Stargate SG-1 (1997-2007)
- Stargate Universe (2009-2011)
- Stay Tuned (1991)
- Sudbury TV pilot (2004)
- The Air Up There (1993)
- The Boy Who Could Fly (1985)
- The Crush (1992)
- The Escape (1994)
- The Experts (1988)
- The Five People You Meet in Heaven (2004)
- The Imaginarium of Doctor Parnassus (2007)
- The New Adventures of Beans Baxter (1988)
- The Pledge (1999)
- The Sphere (1996)
- They (2001)
- Time Cop (1993)
- Tomb of Charles D Ward (1991)
- Tooth Fairy (2005)
- Trapped (2001)
- Trial of the Hulk (1989)
- Two for the Money (2004)
- Valentine (2001)
- Walls (1984)
- White Fang (1993)
- Wolf Lake (2000)
- A Wrinkle in Time (2001)
- Wrong Turn 2 (2007)